# Stalag I-A
Le Stalag I-A était, durant la Seconde Guerre mondiale, un camp de prisonniers de guerre allemand situé alors en province de Prusse-Orientale à proximité de Stablack (ce nom, donné au camp, était la gare d'arrivée des prisonniers) à 30 km de Königsberg (aujourd'hui Kaliningrad), à 9 km à l'Ouest de Preußisch Eylau. 23 000 prisonniers de guerre y furent détenus dès 1940. Une cinquantaine d'Arbeit Kommandos étaient disséminés dans la région pour réaliser des travaux dans les fermes ou soutenir l'effort de guerre allemand, parmi ceux-ci, une dizaine comportait plus de mille prisonniers de guerre. En mars 1945, face à l'avance de l'Armée rouge, le camp est évacué vers l'Ouest,.

## Casernement
Le camp fut construit fin 1939 par des prisonniers de guerre polonais qui furent bientôt rejoints par des prisonniers belges et français et en 1941 par des prisonniers russes. Le stalag était divisé en deux zones par des barbelés et une allée cimentée large de 4 mètres. D'un côté se trouvait le Stalag proprement dit, de l'autre, un Aspilag ou Camp des aspirants. Le Stalag comportait une trentaine de baraquement et l'Aspilag, treize. Chacun de ceux-ci pouvait contenir de 90 à 150 prisonniers qui disposaient de lits superposés de deux ou trois couchettes.

## Effectifs
En 1940, le camp compte 23 000 détenus.
Le 15 juillet 1944, on dénombre 18 760 hommes.

## Vie dans le camp
Le 5 novembre 1943, 20 aspirants sont transférés au Stalag XVII-A. En septembre 1944, les aspirants sont transférés au Stalag III-C (en). En mars 1945, les prisonniers sont envoyés vers l'Ouest vers le Wehrkreis X (Oldenbourg). 
Plusieurs journaux de camp ont vu le jour, il s'agissait de Sept (bulletin d'info de la 7e compagnie), de La Francisque, de La France vivante, de Présent (Pétainiste) et de Confins.
En deux années, la caisse d'entraide avait collecté plus de 7 000 000 de francs.

## Kommandos du Stalag I-A
Peu d'hommes étaient directement détenus au Stalag I-A, la plupart était affecté dans des arbeit-Kommandos disséminés dans tout le district.
- E1, Central Camp
- E2, Stablack hospital
- E3, Königsberg
- E4, Heinrichswalde
- E5, dans les environs de Königsberg
- E6, Königsberg
- E7, Wehlau
- E8, Preußisch Eylau
- E9, Heilsberg
- E10, Gerdauen
- E11, Heiligenbeil, subdivisé en cinq: Heiligenbeil, Bladiau, Ludwigsort, Zitten et Lichtenfeld
- E12, Memel
- E13, inconnu
- E14, Labiau
- E16, Insterburg
- E17, Schlossberg
- E18, Gumbinnen
- E19, Ebenrode
- E20, Bartenstein
- E34, Tilsit / Ragnit
- E44, Union Giesserei
- E45, Angerapp

## Prisonniers célèbres
- Jean Aujame (1905-1965), artiste peintre.
- Christian Frain de la Gaulayrie (1916-1989), artiste peintre, auteur de nombreux décors de théâtre pendant sa captivité.
- Charles Lambert, Belge, auteur du recueil de poèmes « Ronces d’Exil ».

## Commémoration de 2009
Lors de travaux, de nombreuses bouteilles contenant des lettres furent retrouvées sous un plancher. Il s'agissait de lettres adressées par des prisonniers belges ayant probablement combattu dans la poche de Dunkerque et jamais transmises à leur famille. Avec l'aide de l'ambassade de Belgique, les autorités ont pu identifier les destinataires de ces courriers. Ils ont été invités à participer au 65e anniversaire de la libération du camp et le 70e anniversaire du début de la Seconde Guerre mondiale. L'événement se déroulait à Kamińsk et réunit de nombreux officiels et d'anciens prisonniers.